# Mecze reprezentacji Polski w piłce nożnej mężczyzn prowadzonej przez Michała Probierza
Zestawienie spotkań reprezentacji Polski pod wodzą Michała Probierza. 
 Kadencja Michała Probierza na stanowisku selekcjonera reprezentacji Polski trwała od 20 września 2023 do 12 czerwca 2025 roku.

## Oficjalne międzynarodowe spotkania
| Nr | Przeciwnik  | Miejsce   | Data                 | Impreza                     | Wynik (Polska – przeciwnik) | Przypisy |
| -- | ----------- | --------- | -------------------- | --------------------------- | --------------------------- | -------- |
| 1  | Wyspy Owcze | Thorshavn | 12 października 2023 | elim. ME 2024               | 2:0                         | [ 3 ]    |
| 2  | Mołdawia    | Warszawa  | 15 października 2023 | elim. ME 2024               | 1:1                         | [ 4 ]    |
| 3  | Czechy      | Warszawa  | 17 listopada 2023    | elim. ME 2024               | 1:1                         | [ 5 ]    |
| 4  | Łotwa       | Warszawa  | 21 listopada 2023    | mecz towarzyski             | 2:0                         | [ 6 ]    |
| 5  | Estonia     | Warszawa  | 21 marca 2024        | elim. ME 2024 (baraż)       | 5:1                         | [ 7 ]    |
| 6  | Walia       | Cardiff   | 26 marca 2024        | elim. ME 2024 (finał-baraż) | 0:0 (k. 5:4)                | [ 8 ]    |
| 7  | Ukraina     | Warszawa  | 7 czerwca 2024       | mecz towarzyski             | 3:1                         | [ 9 ]    |
| 8  | Turcja      | Warszawa  | 10 czerwca 2024      | mecz towarzyski             | 2:1                         | [ 10 ]   |
| 9  | Holandia    | Hamburg   | 16 czerwca 2024      | ME 2024                     | 1:2                         | [ 11 ]   |
| 10 | Austria     | Berlin    | 21 czerwca 2024      | ME 2024                     | 1:3                         | [ 12 ]   |
| 11 | Francja     | Dortmund  | 25 czerwca 2024      | ME 2024                     | 1:1                         | [ 13 ]   |
| 12 | Szkocja     | Glasgow   | 5 września 2024      | LN 2024/25                  | 3:2                         | [ 14 ]   |
| 13 | Chorwacja   | Osijek    | 8 września 2024      | LN 2024/25                  | 0:1                         | [ 15 ]   |
| 14 | Portugalia  | Warszawa  | 12 października 2024 | LN 2024/25                  | 1:3                         | [ 16 ]   |
| 15 | Chorwacja   | Warszawa  | 15 października 2024 | LN 2024/25                  | 3:3                         | [ 17 ]   |
| 16 | Portugalia  | Porto     | 15 listopada 2024    | LN 2024/25                  | 1:5                         | [ 18 ]   |
| 17 | Szkocja     | Warszawa  | 18 listopada 2024    | LN 2024/25                  | 1:2                         | [ 19 ]   |
| 18 | Litwa       | Warszawa  | 21 marca 2025        | elim. MŚ 2026               | 1:0                         | [ 20 ]   |
| 19 | Malta       | Warszawa  | 24 marca 2025        | elim. MŚ 2026               | 2:0                         | [ 21 ]   |
| 20 | Mołdawia    | Chorzów   | 6 czerwca 2025       | mecz towarzyski             | 2:0                         | [ 22 ]   |
| 21 | Finlandia   | Helsinki  | 10 czerwca 2025      | elim. MŚ 2026               | 1:2                         | [ 23 ]   |

## Bilans
|                 | zwycięstwa | remisy | porażki |
| ogółem          | 9          | 5      | 7       |
| dom             | 7          | 3      | 2       |
| wyjazd          | 2          | 1      | 3       |
| neutralny teren | 0          | 1      | 2       |

|                 | strzelone | stracone |
| ogółem          | 34        | 29       |
| dom             | 24        | 13       |
| wyjazd          | 7         | 10       |
| neutralny teren | 3         | 6        |

|      | zwycięstwa | remisy | porażki |
| 2023 | 2          | 2      | 0       |
| 2024 | 4          | 3      | 6       |
| 2025 | 3          | 0      | 1       |

|      | strzelone | stracone |
| 2023 | 6         | 2        |
| 2024 | 22        | 25       |
| 2025 | 6         | 2        |

## Rekordy
- Najwyższe zwycięstwo: z Estonią 5:1 (21.03.2024, Warszawa)
- Najwyższa porażka: z Portugalią 1:5 (15.11.2024, Porto)
- Najdłuższa seria zwycięstw: 3 (Litwa, Malta, Mołdawia)
- Najdłuższa seria bez porażki: 8 (Wyspy Owcze, Mołdawia, Czechy, Łotwa, Estonia, Walia, Ukraina, Turcja)
- Najdłuższa seria spotkań bez straty gola: 3 (Litwa, Malta, Mołdawia)
- Najszybciej strzelony gol: Sebastian Szymański z Wyspami Owczymi – 4 min.
- Najszybciej stracony gol: John McGinn ze Szkocją – 3 min.
- Najlepszy strzelec: Sebastian Szymański, Karol Świderski, Piotr Zieliński – 4 bramki

## Strzelcy
| Lp | Piłkarz               | Gole     |
| -- | --------------------- | -------- |
| 1. | Sebastian Szymański   | 4        |
| 1. | Karol Świderski       | 4        |
| 1. | Piotr Zieliński       | 4        |
| 4. | Robert Lewandowski    | 3        |
| 4. | Nicola Zalewski       | 3        |
| 5. | Adam Buksa            | 2        |
| 5. | Przemysław Frankowski | 2        |
| 5. | Jakub Piotrowski      | 2        |
| 9. | Matty Cash            | 1        |
| 9. | Jakub Kiwior          | 1        |
| 9. | Dominik Marczuk       | 1        |
| 9. | Krzysztof Piątek      | 1        |
| 9. | Kamil Piątkowski      | 1        |
| 9. | Taras Romanczuk       | 1        |
| 9. | Bartosz Slisz         | 1        |
| 9. | Sebastian Walukiewicz | 1        |
| 9. | Karol Mets            | 1 (sam.) |

## Występy piłkarzy w kadrze za kadencji Michała Probierza
| Lp.        | Piłkarz               | Data urodzenia       | Występy   | Bramki    | Kartki żółte/czerwone | Ogólna liczba meczów w kadrze (bramki) |
| Bramkarze  | Bramkarze             | Bramkarze            | Bramkarze | Bramkarze | Bramkarze             | Bramkarze                              |
| ---------- | --------------------- | -------------------- | --------- | --------- | --------------------- | -------------------------------------- |
| 1.         | Marcin Bułka          | 4 października 1999  | 5         | 0         | 1/0                   | 5                                      |
| 2.         | Bartłomiej Drągowski* | 19 sierpnia 1997     | 0         | 0         | 0                     | 2                                      |
| 3.         | Mateusz Kochalski*    | 25 lipca 2000        | 0         | 0         | 0                     | 0                                      |
| 4.         | Bartosz Mrozek*       | 23 lutego 2000       | 0         | 0         | 0                     | 0                                      |
| 5.         | Łukasz Skorupski      | 5 maja 1991          | 9         | 0         | 1/0                   | 17                                     |
| 6.         | Wojciech Szczęsny     | 18 kwietnia 1990     | 8         | 0         | 1/0                   | 84                                     |
| 7.         | Kacper Trelowski*     | 19 sierpnia 2003     | 0         | 0         | 0                     | 0                                      |
| 8.         | Oliwier Zych*         | 28 czerwca 2004      | 0         | 0         | 0                     | 0                                      |
| Obrońcy    |                       |                      |           |           |                       |                                        |
| 1.         | Jan Bednarek          | 12 kwietnia 1996     | 17        | 0         | 3/0                   | 69 (1)                                 |
| 2.         | Bartosz Bereszyński   | 12 czerwca 1992      | 4         | 0         | 0                     | 58 (0)                                 |
| 3.         | Paweł Bochniewicz     | 30 stycznia 1996     | 1         | 0         | 1/0                   | 3 (0)                                  |
| 4.         | Matty Cash            | 7 sierpnia 1997      | 6         | 1         | 1/0                   | 19 (2)                                 |
| 5.         | Paweł Dawidowicz      | 20 maja 1995         | 9         | 0         | 2/0                   | 17 (0)                                 |
| 6.         | Michał Gurgul*        | 30 stycznia 2006     | 0         | 0         | 0                     | 0                                      |
| 7.         | Tomasz Kędziora       | 11 czerwca 1994      | 2         | 0         | 0                     | 32 (1)                                 |
| 8.         | Jakub Kiwior          | 15 lutego 2000       | 20        | 1         | 0                     | 35 (2)                                 |
| 9.         | Patryk Peda           | 16 kwietnia 2002     | 3         | 0         | 0                     | 3 (0)                                  |
| 10.        | Kamil Piątkowski      | 21 czerwca 2000      | 5         | 1         | 1/0                   | 8 (1)                                  |
| 11.        | Tymoteusz Puchacz     | 23 stycznia 1999     | 3         | 0         | 1/0                   | 15 (0)                                 |
| 12.        | Bartosz Salamon       | 1 maja 1991          | 4         | 0         | 1/0                   | 15 (0)                                 |
| 13.        | Mateusz Skrzypczak    | 22 sierpnia 2000     | 2         | 0         | 0                     | 2 (0)                                  |
| 14.        | Bartłomiej Wdowik     | 25 września 2000     | 1         | 0         | 0                     | 1 (0)                                  |
| 15.        | Sebastian Walukiewicz | 5 kwietnia 2000      | 7         | 1         | 1/0                   | 10 (1)                                 |
| 16.        | Mateusz Wieteska      | 11 lutego 1997       | 3         | 0         | 0                     | 6 (0)                                  |
| Pomocnicy  |                       |                      |           |           |                       |                                        |
| 1.         | Michael Ameyaw        | 16 września 2000     | 2         | 0         | 0                     | 2 (0)                                  |
| 2.         | Adrian Benedyczak*    | 24 listopada 2000    | 0         | 0         | 0                     | 0 (0)                                  |
| 3.         | Mateusz Bogusz        | 22 sierpnia 2001     | 5         | 0         | 0                     | 5 (0)                                  |
| 4.         | Patryk Dziczek        | 25 marca 1998        | 2         | 0         | 0                     | 2 (0)                                  |
| 5.         | Przemysław Frankowski | 12 kwietnia 1995     | 16        | 2         | 3/0                   | 50 (3)                                 |
| 6.         | Kamil Grosicki        | 8 czerwca 1988       | 5         | 0         | 0                     | 95 (17)                                |
| 7.         | Jakub Kałuziński      | 31 października 2002 | 1         | 0         | 0                     | 1 (0)                                  |
| 8.         | Jakub Kamiński        | 5 czerwca 2002       | 9         | 0         | 0                     | 22 (1)                                 |
| 9.         | Bartosz Kapustka      | 23 grudnia 1996      | 1         | 0         | 0                     | 15 (3)                                 |
| 10.        | Mateusz Kowalczyk*    | 16 kwietnia 2004     | 0         | 0         | 0                     | 0 (0)                                  |
| 11.        | Kacper Kozłowski*     | 16 października 2003 | 0         | 0         | 0                     | 6 (0)                                  |
| 12.        | Antoni Kozubal        | 18 sierpnia 2004     | 1         | 0         | 0                     | 1 (0)                                  |
| 13.        | Mateusz Łęgowski*     | 29 stycznia 2003     | 0         | 0         | 0                     | 1 (0)                                  |
| 14.        | Filip Marchwiński     | 10 stycznia 2002     | 2         | 0         | 0                     | 2 (0)                                  |
| 15.        | Dominik Marczuk       | 1 listopada 2003     | 1         | 1         | 0                     | 1 (1)                                  |
| 16.        | Jakub Moder           | 7 kwietnia 1999      | 15        | 0         | 1/0                   | 35 (2)                                 |
| 17.        | Maximillian Oyedele   | 7 listopada 2004     | 2         | 0         | 0                     | 2 (0)                                  |
| 18.        | Jakub Piotrowski      | 4 października 1997  | 12        | 2         | 2/0                   | 12 (2)                                 |
| 19.        | Oskar Repka*          | 3 stycznia 1999      | 0         | 0         | 0                     | 0                                      |
| 20.        | Taras Romanczuk       | 14 listopada 1991    | 4         | 1         | 0                     | 5 (1)                                  |
| 21.        | Bartosz Slisz         | 29 marca 1999        | 15        | 1         | 4/0                   | 17 (1)                                 |
| 22.        | Karol Struski         | 18 stycznia 2001     | 1         | 0         | 0                     | 1 (0)                                  |
| 23.        | Damian Szymański      | 16 czerwca 1995      | 4         | 0         | 0                     | 19 (2)                                 |
| 24.        | Sebastian Szymański   | 10 maja 1999         | 18        | 4         | 0                     | 44 (5)                                 |
| 25.        | Michał Skóraś         | 15 lutego 2000       | 2         | 0         | 0                     | 9 (0)                                  |
| 26.        | Kacper Urbański       | 7 września 2004      | 11        | 0         | 0                     | 11 (0)                                 |
| 27.        | Paweł Wszołek         | 30 kwietnia 1992     | 2         | 0         | 0                     | 14 (2)                                 |
| 28.        | Nicola Zalewski       | 23 stycznia 2002     | 17        | 3         | 4/0                   | 29 (3)                                 |
| 29.        | Piotr Zieliński       | 20 maja 1994         | 16        | 4         | 2/0                   | 99 (14)                                |
| Napastnicy |                       |                      |           |           |                       |                                        |
| 1.         | Adam Buksa            | 12 lipca 1996        | 14        | 2         | 0                     | 23 (7)                                 |
| 2.         | Robert Lewandowski    | 21 sierpnia 1988     | 14        | 3         | 1/0                   | 158 (85)                               |
| 3.         | Arkadiusz Milik       | 28 lutego 1994       | 3         | 0         | 1/0                   | 73 (17)                                |
| 4.         | Krzysztof Piątek      | 1 lipca 1995         | 10        | 1         | 1/0                   | 37 (12)                                |
| 5.         | Karol Świderski       | 23 stycznia 1997     | 18        | 4         | 2/0                   | 42 (13)                                |

٭ – piłkarze powołani przynajmniej na jedno zgrupowanie, którzy nie rozegrali żadnego meczu lub znaleźli się w szerokiej kadrze

## Szczegóły
| 12 października 2023 20:45 CET | Wyspy Owcze · Hørður Askham 49' | 0:2(0:1) | Polska · 4' Sebastian Szymański · 65' Adam Buksa | Tórsvøllur, Thorshavn Widzów: 3220 Sędzia: Allard Lindhout (Holandia) |
|                                |                                 |          |                                                  |                                                                       |

Wyspy Owcze: Mattias Lamhauge – René Joensen, Odmar Færø, Hørður Askham, Viljormur Davidsen – Jóannes Bjartalíð (76. Andrass Johansen), Gunnar Vatnhamar, Brandur Olsen (76. Ári Jónsson), Jákup Andreasen (83. Jóannes Danielsen), Sølvi Vatnhamar (90. Stefan Radosavljević) – Jóan Símun Edmundsson (76. Pætur Petersen).
Polska: Wojciech Szczęsny – Jakub Kiwior, Patryk Peda, Tomasz Kędziora – Przemysław Frankowski, Bartosz Slisz, Patryk Dziczek (82. Jakub Piotrowski), Matty Cash (59. Paweł Wszołek) – Piotr Zieliński (87. Filip Marchwiński), Arkadiusz Milik (59. Adam Buksa), Sebastian Szymański (59. Karol Świderski).
| 15 października 2023 20:45 CEST | Polska · Karol Świderski 53' | 1:1(0:1) | Mołdawia · 26' Ion Nicolaescu | Stadion Narodowy im. Kazimierza Górskiego w Warszawie, Warszawa Widzów: 51 672 Sędzia: Artur Soares Dias (Portugalia) |
|                                 |                              |          |                               | |

Polska: Wojciech Szczęsny – Tomasz Kędziora (84. Kamil Grosicki), Patryk Peda, Jakub Kiwior – Paweł Wszołek (71. Jakub Kamiński), Patryk Dziczek (46. Bartosz Slisz), Sebastian Szymański (71. Filip Marchwiński), Piotr Zieliński, Przemysław Frankowski – Karol Świderski, Arkadiusz Milik (71. Adam Buksa).
Mołdawia: Dorian Răilean – Ioan-Călin Revenco (70. Sergiu Plătică), Artur Crăciun, Vladislav Baboglo, Denis Marandici, Oleg Reabciuk – Virgiliu Postolachi, Nichita Moțpan (70. Mihai Plătică), Vadim Rață (79. Serafim Cojocari), Maxim Cojocaru (60. Vitalie Damașcan) – Ion Nicolaescu (79. Victor Bogaciuc).
| 17 listopada 2023 20:45 CET | Polska · Jakub Piotrowski 38' | 1:1(1:0) | Czechy · 49' Tomáš Souček | Stadion Narodowy im. Kazimierza Górskiego w Warszawie, Warszawa Widzów: 56 310 Sędzia: Daniele Orsato (Włochy) |
|                             |                               |          |                           | |

Polska: Wojciech Szczęsny – Jan Bednarek, Paweł Bochniewicz (58. Patryk Peda, 86. Sebastian Szymański), Jakub Kiwior – Przemysław Frankowski, Jakub Piotrowski, Bartosz Slisz, Damian Szymański (73. Kamil Grosicki), Nicola Zalewski – Karol Świderski (46. Adam Buksa), Robert Lewandowski.
Czechy: Jindřich Staněk – David Zima, Jakub Brabec, Tomáš Holeš – Vladimír Coufal, Michal Sadílek (90+1. Alex Král), Tomáš Souček, Lukáš Provod (75. Ondřej Lingr), David Douděra – Mojmír Chytil (46. Tomáš Čvančara), Jan Kuchta (46. Adam Hložek).
| 21 listopada 2023 20:45 CET | Polska · Przemysław Frankowski 7' · Robert Lewandowski 48' | 2:0(1:0) | Łotwa | Stadion Narodowy im. Kazimierza Górskiego w Warszawie, Warszawa Widzów: 31 000 Sędzia: Ondřej Berka (Czechy) |
|                             |                                                            |          |       | |

Polska: Łukasz Skorupski (46. Marcin Bułka) – Jan Bednarek, Mateusz Wieteska, Jakub Kiwior – Przemysław Frankowski, Jakub Piotrowski (61. Karol Struski), Damian Szymański (61. Bartosz Slisz), Sebastian Szymański (78. Kamil Grosicki), Nicola Zalewski (78. Bartłomiej Wdowik) – Adam Buksa, Robert Lewandowski (61. Karol Świderski).
Łotwa: Rihards Matrevics – Raivis Jurkovskis, Antonijs Černomordijs (89. Mārcis Ošs), Daniels Balodis, Andrejs Cigaņiks – Alvis Jaunzems (61. Dmitrijs Zelenkovs), Kristers Tobers (74. Aleksejs Saveļjevs), Eduards Emsis, Jānis Ikaunieks, Eduards Dašķevičs (61. Raimonds Krollis) – Roberts Uldriķis (74. Marko Regža).
| 21 marca 2024 20:45 CET | Polska · Przemysław Frankowski 22' · Piotr Zieliński 50' · Jakub Piotrowski 70' · Karol Mets 74' (sam.) · Sebastian Szymański 77' · | 5:1(1:0) | Estonia · 15', 27' Maksim Paskotši · 78' Martin Vetkal | Stadion Narodowy im. Kazimierza Górskiego w Warszawie, Warszawa Widzów: 53 868 Sędzia: Slavko Vinčić (Słowenia) |
|                         | |          |                                                        | |

Polska: Wojciech Szczęsny – Jan Bednarek, Paweł Dawidowicz, Jakub Kiwior – Przemysław Frankowski (46. Matty Cash; 56. Tymoteusz Puchacz), Bartosz Slisz, Jakub Piotrowski (77. Jakub Moder), Piotr Zieliński (76. Sebastian Szymański, Nicola Zalewski – Karol Świderski (76. Adam Buksa), Robert Lewandowski.
Estonia: Karl Jakob Hein – Markus Soomets (83. Mihkel Ainsalu), Oliver Jurgens (67. Mark Lepik), Martin Vetkal, Maksim Paskotši, Ragnar Klavan, Joonas Tamm, Alex Matthias Tamm (31. Kristo Hussar), Karol Mets, Ken Kallaste (67. Artur Pikk), Kevor Palumets (67. Markus Poom).
| 26 marca 2024 20:45 CET                                                  | Walia · 98', 120+1' Chris Mepham | 0:0 (dogr.) k. 4:5(0:0, 0:0, 0:0)                                                                     | Polska | Cardiff City Stadium, Cardiff Widzów: 31 876 Sędzia: Daniele Orsato (Włochy) |
|                                                                          |                                  | |        |                                                                              |
|                                                                          |                                  | Rzuty karne                                                                                           |        |                                                                              |
| Ben Davies · Kieffer Moore · Harry Wilson · Neco Williams · Daniel James |                                  | Robert Lewandowski · Sebastian Szymański · Przemysław Frankowski · Nicola Zalewski · Krzysztof Piątek |        |                                                                              |

Walia: Danny Ward – Neco Williams, Chris Mepham, Ben Davies, Joe Rodon – Connor Roberts (84. David Brooks; 113. Nathan Broadhead), Ethan Ampadu, 8. Harry Wilson, Jordan James – Brennan Johnson (70. Daniel James), Kieffer Moore
Polska: Wojciech Szczęsny – Jan Bednarek (80. Bartosz Salamon), Paweł Dawidowicz, Jakub Kiwior – Przemysław Frankowski, Bartosz Slisz, Jakub Piotrowski (106. Taras Romanczuk), Piotr Zieliński (101. Sebastian Szymański), Nicola Zalewski – Karol Świderski (80. Krzysztof Piątek), Robert Lewandowski.
| 7 czerwca 2024 20:45 CEST | Polska · Sebastian Walukiewicz 11' · Piotr Zieliński 16' · Taras Romanczuk 30' | 3:1(3:1) | Ukraina · 41'Artem Dowbyk | Stadion Narodowy im. Kazimierza Górskiego w Warszawie, Warszawa Widzów: 47 013 Sędzia: Andrew Madley (Anglia) |
|                           |                                                                                |          |                           | |

Polska: Łukasz Skorupski – Sebastian Walukiewicz (61. Bartosz Bereszyński), Bartosz Salamon, Jakub Kiwior – Michał Skóraś, Taras Romanczuk (60. Jakub Moder), Piotr Zieliński (61. Robert Lewandowski), Sebastian Szymański, Nicola Zalewski (72. Tymoteusz Puchacz) – Adam Buksa, Arkadiusz Milik (5. Kacper Urbański; 61. Jakub Kałuziński).
Ukraina: Heorhij Buszczan – Ołeksandr Tymczyk, Wałerij Bondar, Maksym Tałowierow, Witalij Mykołenko (46. Ołeksandr Zinczenko) – Andrij Jarmołenko (69. Wiktor Cyhankow), Rusłan Malinowski (70. Bohdan Mychajliczenko), Serhij Sydorczuk, Heorhij Sudakow (81. Mykoła Szaparenko), Ołeksandr Zubkow (69. Mychajło Mudryk) – Artem Dowbyk (77. Władysław Wanat).
| 10 czerwca 2024 20:45 CEST | Polska · Karol Świderski 12' · Nicola Zalewski 90' | 2:1(1:0) | Turcja · 78' Barış Alper Yılmaz | Stadion Narodowy im. Kazimierza Górskiego w Warszawie, Warszawa Widzów: 48 500 Sędzia: Balázs Berke (Węgry) |
|                            |                                                    |          |                                 | |

Polska: Wojciech Szczęsny – Jan Bednarek, Paweł Dawidowicz (46. Bartosz Salamon), Jakub Kiwior – Przemysław Frankowski, Jakub Piotrowski (46. Sebastian Szymański), Bartosz Slisz (78. Damian Szymański), Piotr Zieliński (46. Jakub Moder), Nicola Zalewski – Karol Świderski (19. Krzysztof Piątek), Robert Lewandowski (33. Kacper Urbański).
Turcja: Mert Günok – Samet Akaydin, Orkun Kökçü, Kerem Aktürkoğlu (83. Cenk Tosun), Hakan Çalhanoğlu (71. Kenan Yıldız), Abdülkerim Bardakcı, Salih Özcan (61. Okay Yokuşlu), İrfan Kahveci (46. Arda Güler), Mert Müldür, Kaan Ayhan (61. Merih Demiral), Semih Kılıçsoy (46. Barış Alper Yılmaz).
| 16 czerwca 2024 15:00 CEST | Polska · Adam Buksa 16' | 1:2(1:1) | Holandia · 29' Cody Gakpo · 83' Wout Weghorst | Volksparkstadion, Hamburg Widzów: 48 117 Sędzia: Artur Soares Dias (Portugalia) |
|                            |                         |          |                                               |                                                                                 |

Polska: Wojciech Szczęsny – Jan Bednarek, Bartosz Salamon (86. Bartosz Bereszyński), Jakub Kiwior – Przemysław Frankowski, Taras Romanczuk (55. Bartosz Slisz), Sebastian Szymański (46. Jakub Moder), Piotr Zieliński (78. Jakub Piotrowski), Nicola Zalewski – Adam Buksa, Kacper Urbański (55. Karol Świderski).
Holandia:  Bart Verbruggen – Denzel Dumfries, Stefan de Vrij, Virgil van Dijk, Nathan Aké (87. Micky van de Ven) – Jerdy Schouten, Tijjani Reijnders, Joey Veerman (62. Georginio Wijnaldum) – Xavi Simons (62. Donyell Malen), Memphis Depay (81. Wout Weghorst), Cody Gakpo (81. Jeremie Frimpong).
| 21 czerwca 2024 18:00 CEST | Polska · Krzysztof Piątek 30' | 1:3(1:1) | Austria · 9' Gernot Trauner · 66' Christoph Baumgartner · 78' (k) Marko Arnautović | Volksparkstadion, Hamburg Widzów: 69 455 Sędzia: Halil Umut Meler (Turcja) |
|                            |                               |          |                                                                                    |                                                                            |

Polska: Wojciech Szczęsny – Przemysław Frankowski, Jan Bednarek, Paweł Dawidowicz, Jakub Kiwior, Nicola Zalewski – Piotr Zieliński (87. Kacper Urbański), Bartosz Slisz (75. Kamil Grosicki), Jakub Piotrowski (46. Jakub Moder) – Krzysztof Piątek (60. Karol Świderski), Adam Buksa (60. Robert Lewandowski).
Austria:  Patrick Pentz – Stefan Posch, Gernot Trauner (59. Kevin Danso), Philipp Lienhart, Phillipp Mwene (63. Alexander Prass) – Christoph Baumgartner (81. Romano Schmid), Nicolas Seiwald, Florian Grillitsch (46. Patrick Wimmer), Konrad Laimer, Marcel Sabitzer – Marko Arnautović (81. Michael Gregoritsch).
| 25 czerwca 2024 18:00 CEST | Francja · Kylian Mbappé 56' (k) | 1:1(0:0) | Polska · 79' (k) Robert Lewandowski | Signal Iduna Park, Dortmund Widzów: 59 728 Sędzia: Marco Guida (Włochy) |
|                            |                                 |          |                                     |                                                                         |

Francja: Mike Maignan – Theo Hernández, William Saliba, Dayot Upamecano, Jules Koundé – Aurélien Tchouaméni (81. Youssouf Fofana), N’Golo Kanté (61. Antoine Griezmann), Adrien Rabiot (61. Eduardo Camavinga) – Bradley Barcola (61. Olivier Giroud), Kylian Mbappé, Ousmane Dembélé (86. Randal Kolo Muani)
Polska: Łukasz Skorupski – Przemysław Frankowski, Jan Bednarek, Paweł Dawidowicz, Jakub Kiwior, Nicola Zalewski (68. Michał Skóraś) – Piotr Zieliński , Jakub Moder, Sebastian Szymański (68. Karol Świderski), Kacper Urbański – Robert Lewandowski
| 5 września 2024 20:45 CEST | Szkocja · Billy Gilmour 46' · Scott McTominay 76' | 2:3(0:2) | Polska · 8' Sebastian Szymański · 44' (k) Robert Lewandowski · 90+7' (k) Nicola Zalewski | Hampden Park, Glasgow Widzów: 46 356 Sędzia: Glenn Nyberg (Szwecja) |
|                            |                                                   |          |                                                                                          |                                                                     |

Szkocja: Angus Gunn – Anthony Ralston, Grant Hanley, Scott McKenna, Andrew Robertson – John McGinn, Billy Gilmour (82. Lewis Morgan), Kenny McLean (71. Ben Doak), Scott McTominay, Ryan Christie (71. Ryan Gauld) – Lyndon Dykes (71. Lawrence Shankland).
Polska: Marcin Bułka – Jan Bednarek, Paweł Dawidowicz, Jakub Kiwior (46. Sebastian Walukiewicz) – Przemysław Frankowski, Piotr Zieliński (82. Jakub Moder), Sebastian Szymański (82. Bartosz Slisz), Kacper Urbański, Nicola Zalewski – Krzysztof Piątek (72. Jakub Piotrowski), Robert Lewandowski (72. Adam Buksa).
| 8 września 2024 20:45 CEST | Chorwacja · Luka Modrić 52' | 1:0(0:0) | Polska | Opus Arena, Osijek Widzów: 12 612 Sędzia: François Letexier (Francja) |
|                            |                             |          |        |                                                                       |

Chorwacja: Dominik Livaković – Josip Šutalo, Duje Ćaleta-Car, Joško Gvardiol – Marko Pjaca, Mateo Kovačić (79. Mario Pašalić), Luka Modrić, Borna Sosa (90. Ivan Perišić)  – Petar Sučić (46. Luka Sučić), Igor Matanović (69. Ante Budimir), Bruno Petković (69. Andrej Kramarić)
Polska: Łukasz Skorupski – Jakub Kamiński (82. Przemysław Frankowski), Sebastian Walukiewicz, Jan Bednarek, Paweł Dawidowicz, Nicola Zalewski – Kacper Urbański (62. Jakub Moder), Piotr Zieliński (62. Bartosz Slisz), Sebastian Szymański (86. Jakub Piotrowski) – Mateusz Bogusz (62. Karol Świderski), Robert Lewandowski.
| 12 października 2024 20:45 CEST | Polska · Piotr Zieliński 78' | 1:3(0:2) | Portugalia · 26' Bernardo Silva · 37' Cristiano Ronaldo · 88' (sam.) Jan Bednarek | Stadion Narodowy im. Kazimierza Górskiego, Warszawa Widzów: 56 854 Sędzia: Serdar Gözübüyük (Holandia) |
|                                 |                              |          |                                                                                   | |

Polska: Łukasz Skorupski – Przemysław Frankowski, Sebastian Walukiewicz (46. Jakub Kiwior), Jan Bednarek, Paweł Dawidowicz, Nicola Zalewski (76. Michael Ameyaw) – Sebastian Szymański (84. Krzysztof Piątek), 17. Maximillian Oyedele (66. Jakub Moder), Piotr Zieliński – Karol Świderski (76. Kacper Urbański), Robert Lewandowski
Portugalia: Diogo Costa – Diogo Dalot, Rúben Dias, Renato Veiga, Nuno Mendes – Pedro Neto (82. Nélson Semedo), Rúben Neves, Bruno Fernandes (90. Otávio), Bernardo Silva (90. Samú Costa), Rafael Leão (64. Francisco Trincão) – Cristiano Ronaldo (63. Diogo Jota)
| 15 października 2024 20:45 CEST | Polska · Piotr Zieliński 5' · Nicola Zalewski 45' · Sebastian Szymański 68' | 3:3(2:3) | Chorwacja · 20' Borna Sosa · 24' Petar Sučić · 26' Martin Baturina · 76' Dominik Livaković | Stadion Narodowy im. Kazimierza Górskiego, Warszawa Widzów: 56 103 Sędzia: Alejandro José Hernández Hernández (Hiszpania) |
|                                 |                                                                             |          |                                                                                            | |

Polska: Marcin Bułka – Paweł Dawidowicz (38. Kamil Piątkowski), Jan Bednarek, Jakub Kiwior – Jakub Kamiński (62. Michael Ameyaw), Sebastian Szymański,  Jakub Moder (62. Maximillian Oyedele), Piotr Zieliński (74. Bartosz Kapustka), Kacper Urbański, Nicola Zalewski – Karol Świderski (62. Robert Lewandowski)
Chorwacja: Dominik Livaković – Josip Šutalo, Martin Erlić (81. Nediljko Labrović), Joško Gvardiol – Ivan Perišić, Luka Modrić, Petar Sučić, Borna Sosa – Martin Baturina (80. Luka Sučić), Igor Matanović (61. Ante Budimir), Andrej Kramarić (69. Mario Pašalić)
| 15 listopada 2024 20:45 CET | Portugalia · Rafael Leão 59' · Cristiano Ronaldo 72' (k), 87' · Bruno Fernandes 80' · Pedro Neto 83' | 5:1(0:0) | Polska · 88' Dominik Marczuk | Estádio do Dragão, Porto Widzów: 47 239 Sędzia: Donatas Rumšas (Litwa) |
|                             | |          |                              |                                                                        |

Portugalia: Diogo Costa – Diogo Dalot, António Silva, Renato Veiga, Nuno Mendes (88. Nuno Tavares) – Bernardo Silva (76. Samú Costa),  João Neves (46. Vitinha), Bruno Fernandes – Pedro Neto (84. Francisco Trincão), Cristiano Ronaldo, Rafael Leão  (84. João Félix).
Polska: Marcin Bułka – Kamil Piątkowski, Jan Bednarek (46. Sebastian Walukiewicz), Jakub Kiwior – Bartosz Bereszyński (32. Jakub Kamiński), Mateusz Bogusz (46. Dominik Marczuk), Taras Romanczuk, Kacper Urbański (73. Adam Buksa), Piotr Zieliński, Nicola Zalewski – Krzysztof Piątek (80. Antoni Kozubal).
| 18 listopada 2024 20:45 CET | Polska · Kamil Piątkowski 59' | 1:2(0:1) | Szkocja · 3' John McGinn · 90+3' Andrew Robertson | Stadion Narodowy im. Kazimierza Górskiego, Warszawa Widzów: 55 433 Sędzia: Christian Dingert (Niemcy) |
|                             |                               |          |                                                   | |

Polska: Łukasz Skorupski – Kamil Piątkowski, Sebastian Walukiewicz, Jakub Kiwior – Jakub Kamiński (63. Tymoteusz Puchacz), Jakub Moder (46. Bartosz Slisz), Sebastian Szymański, Piotr Zieliński, Nicola Zalewski – Adam Buksa, Karol Świderski (75. Kacper Urbański).
Szkocja: Craig Gordon – Anthony Ralston (76. Nicky Devlin), John Souttar, Grant Hanley, Andrew Robertson – Ben Doak (66. Ryan Christie), Billy Gilmour (87. Stuart Armstrong), Kenny McLean, Scott McTominay (76. Ryan Gauld), John McGinn – Lyndon Dykes (66. Lawrence Shankland).
| 21 marca 2025 20:45 CET | Polska · Robert Lewandowski 81' | 1:0(0:0) | Litwa | Stadion Narodowy im. Kazimierza Górskiego, Warszawa Widzów: 55 738 Sędzia: Anastasios Sidiropulos (Grecja) |
|                         |                                 |          |       | |

Polska: Łukasz Skorupski - Kamil Piątkowski (77. Mateusz Wieteska), Jan Bednarek, Jakub Kiwior - Matty Cash (68. Jakub Kamiński), Jakub Moder, Sebastian Szymański, Jakub Piotrowski (77. Mateusz Bogusz), Przemysław Frankowski - Karol Świderski (68. Krzysztof Piątek), Robert Lewandowski (86. Adam Buksa). 
Litwa: Edvinas Gertmonas - Pijus Širvys (74. Titas Milašius), Kipras Kažukolovas, Edgaras Utkus, Artemijus Tutyškinas, Justas Lasickas - Paulius Golubickas (61. Giedrius Matulevičius), Domantas Antanavičius (84. Matas Vareika), Gvidas Gineitis, Artūr Dolžnikov (62. Fedor Černych) - Armandas Kučys (84. Gytis Paulauskas). 
| 24 marca 2025 20:45 CET | Polska · Karol Świderski 27', 51' | 2:0(1:0) | Malta · 90' Ilyas Chouaref | Stadion Narodowy im. Kazimierza Górskiego, Warszawa Widzów: 45 872 Sędzia: Morten Krogh (Dania) |
|                         |                                   |          |                            |                                                                                                 |

Polska: Łukasz Skorupski - Kamil Piątkowski, Jan Bednarek (46. Mateusz Wieteska), Jakub Kiwior - Przemysław Frankowski (66. Matty Cash), Sebastian Szymański, Jakub Moder, Mateusz Bogusz (46. Bartosz Slisz), Jakub Kamiński (87. Bartosz Bereszyński) - Karol Świderski, Krzysztof Piątek (66. Robert Lewandowski). 
Malta: Henry Bonello - Zach Muscat (58. Carlo Żammit Lonardelli), James Carragher, Enrico Pepe (83. Jean Borg) - Joseph Mbong (66. Adam Magri Overend), Matthew Guillaumier, Teddy Teuma, Alexander Satariano (58. Basil Tuma), Ryan Camenzuli - Ilyas Chouaref, Paul Mbong (46. Kyrian Nwoko). 
| 6 czerwca 2025 20:45 CEST | Polska · Matty Cash 30' · Bartosz Slisz 88' | 2:0(1:0) | Mołdawia | Stadion Śląski, Chorzów Widzów: 36 357 Sędzia: David Dickinson (Szkocja) |
|                           |                                             |          |          |                                                                          |

Polska: Marcin Bułka - Mateusz Skrzypczak, Jan Bednarek (46. Sebastian Walukiewicz), Jakub Kiwior - Matty Cash (60. Przemysław Frankowski), Bartosz Slisz, Sebastian Szymański (46. Mateusz Bogusz), Jakub Moder, Nicola Zalewski (60. Jakub Kamiński) - Adam Buksa (74. Krzysztof Piątek), Kamil Grosicki (32. Karol Świderski).  
Mołdawia: Cristian Avram - Maxim Cojocaru (79. Sergiu Perciun), Veaceslav Posmac, Władysław Babohło, Victor Mudrac - Mihail Caimacov (86. Vitalie Damașcan), Vadim Rață (79. Victor Stînă), Nichita Moțpan (59. Sergiu Plătică), Artur Ioniță (65. Ștefan Bodișteanu), Oleg Reabciuk - Ion Nicolaescu (65. Virgiliu Postolachi). 
| 10 czerwca 2025 20:45 CEST | Finlandia · Joel Pohjanpalo 31' (k) · Benjamin Källman 64' | 2:1(1:0) | Polska · 69' Jakub Kiwior | Stadion Olimpijski, Helsinki Widzów: 16.511 Sędzia: João Pinheiro (Portugalia) |
|                            |                                                            |          |                           |                                                                                |

Finlandia: Lukáš Hrádecký - Matti Peltola, Arttu Hoskonen, Jere Uronen (71. Ilmari Niskanen) - Robin Lod (79. Robert Ivanov), Kaan Kairinen, Glen Kamara, Miro Tenho, Fredrik Jensen (63. Nikolai Alho), Oliver Antman (79. Teemu Pukki) - Joel Pohjanpalo (63. Benjamin Källman).  
Polska: Łukasz Skorupski - Mateusz Skrzypczak, Jan Bednarek, Jakub Kiwior - Matty Cash, Sebastian Szymański, Bartosz Slisz, Jakub Moder (80. Jakub Piotrowski), Nicola Zalewski - Krzysztof Piątek (79. Adam Buksa), Karol Świderski (57. Jakub Kamiński). 
Mecz został przerwany w 73. minucie na 45 minut z powodu interwencji medycznej na trybunach.